# 苏黎世大学医院
苏黎世大学医院 (英語：University Hospital of Zürich)是一家位于瑞士苏黎世的医院，也是瑞士五所大学附属医院之一。

## 历史
1204年成立于瑞士苏黎世。截至2008年医院有8,000名员工，每年治疗约150,000名患者。该院的罗夫·辛克纳吉教授曾获得1996年诺贝尔生理及医学奖。

## 画廊

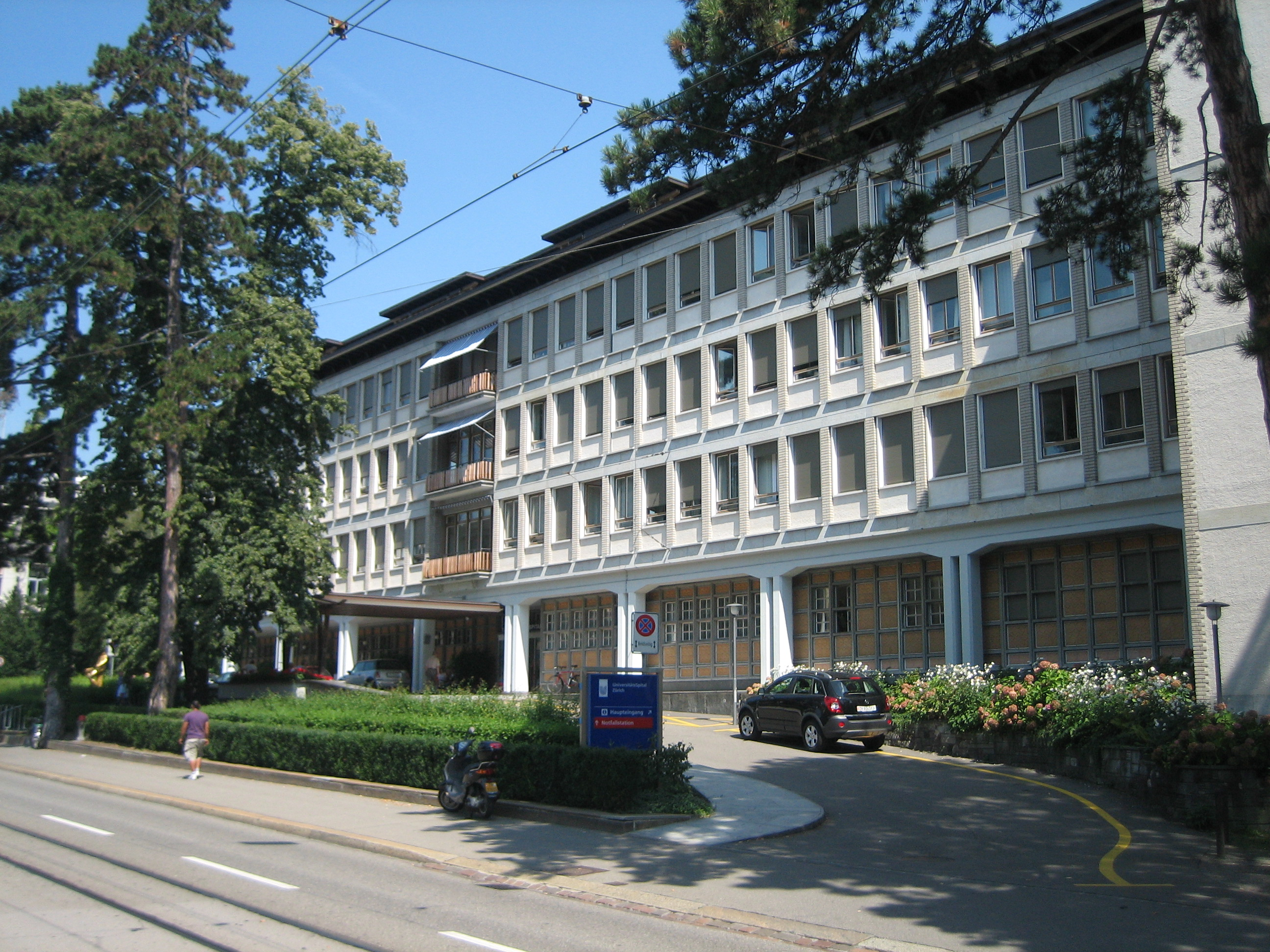
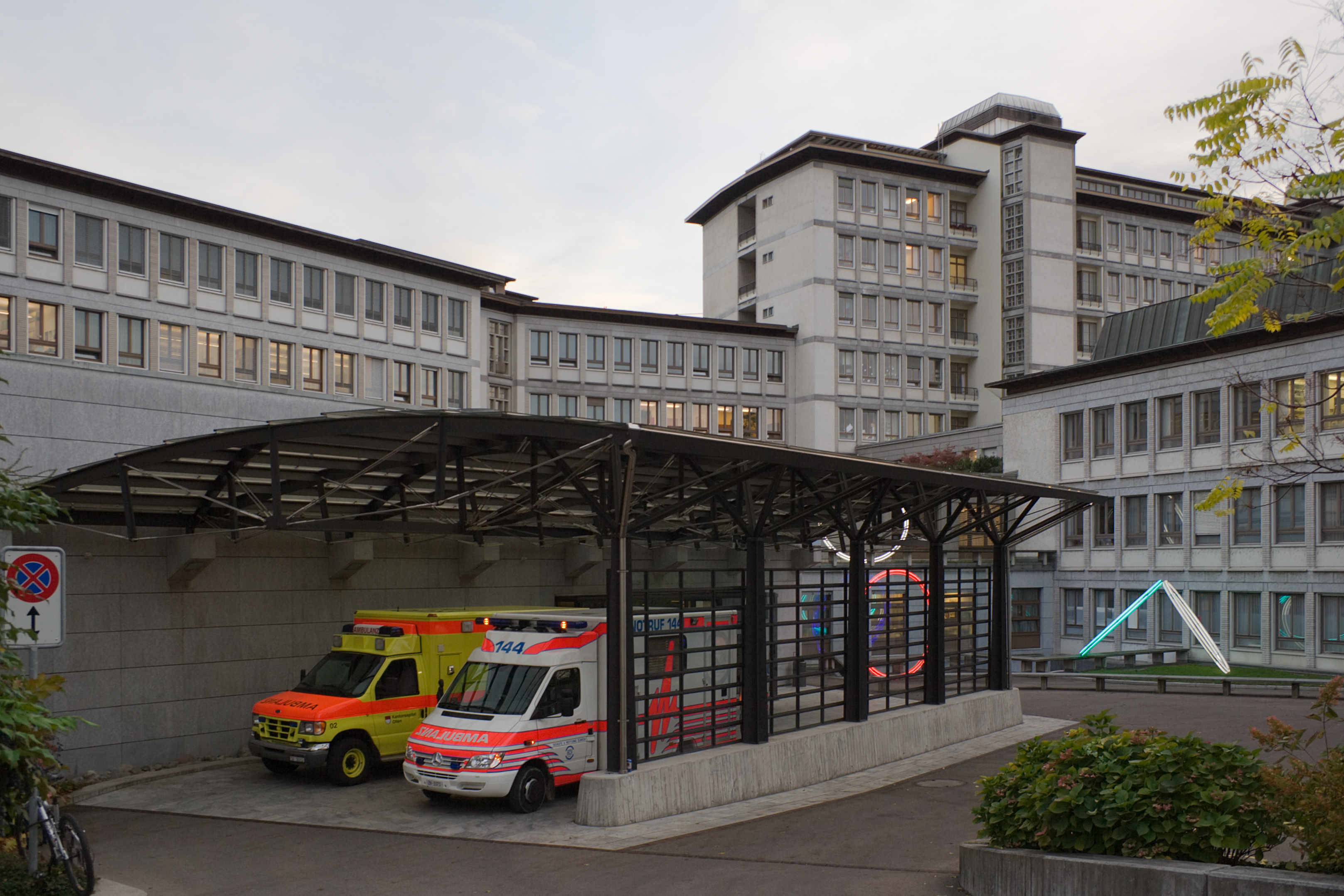
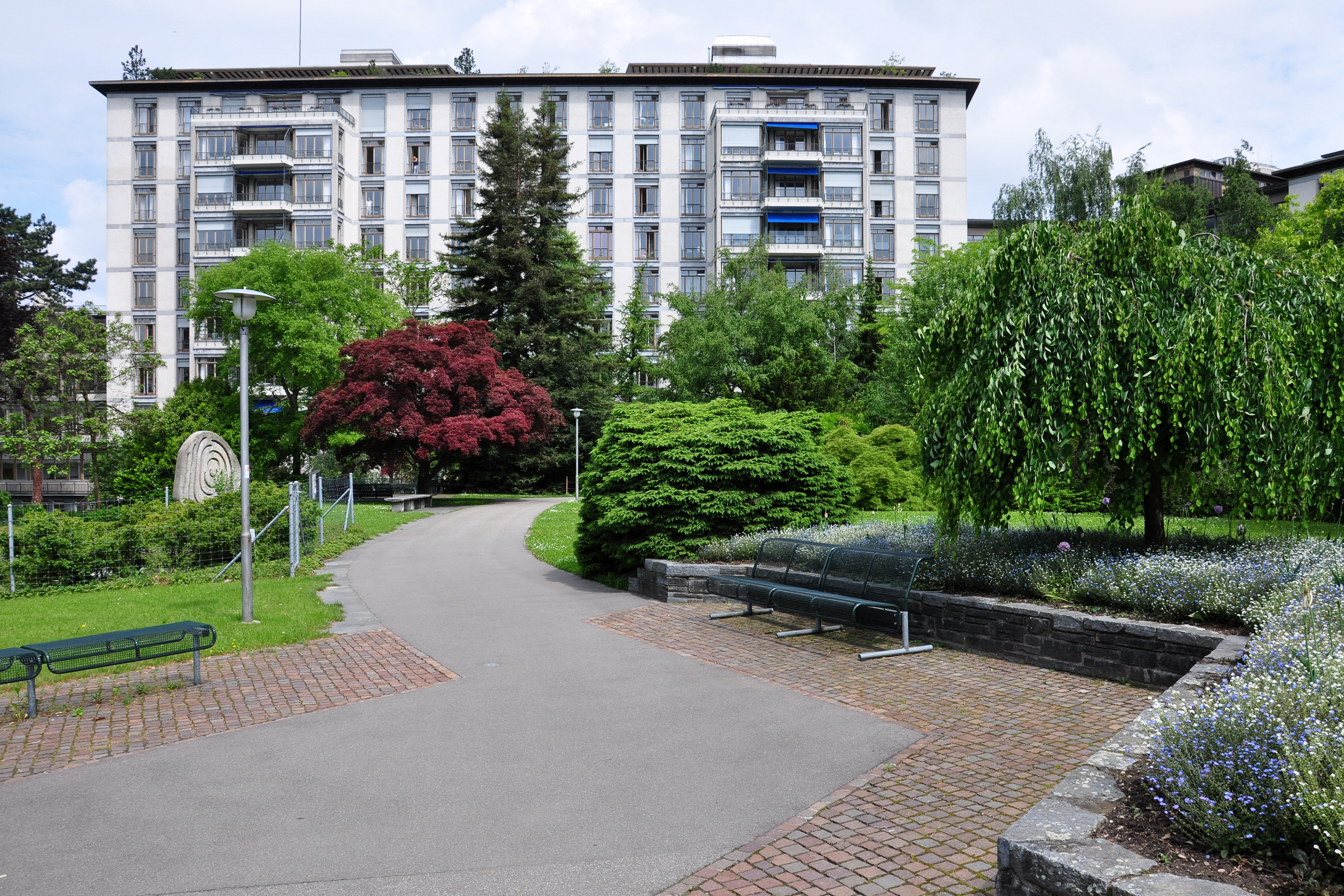
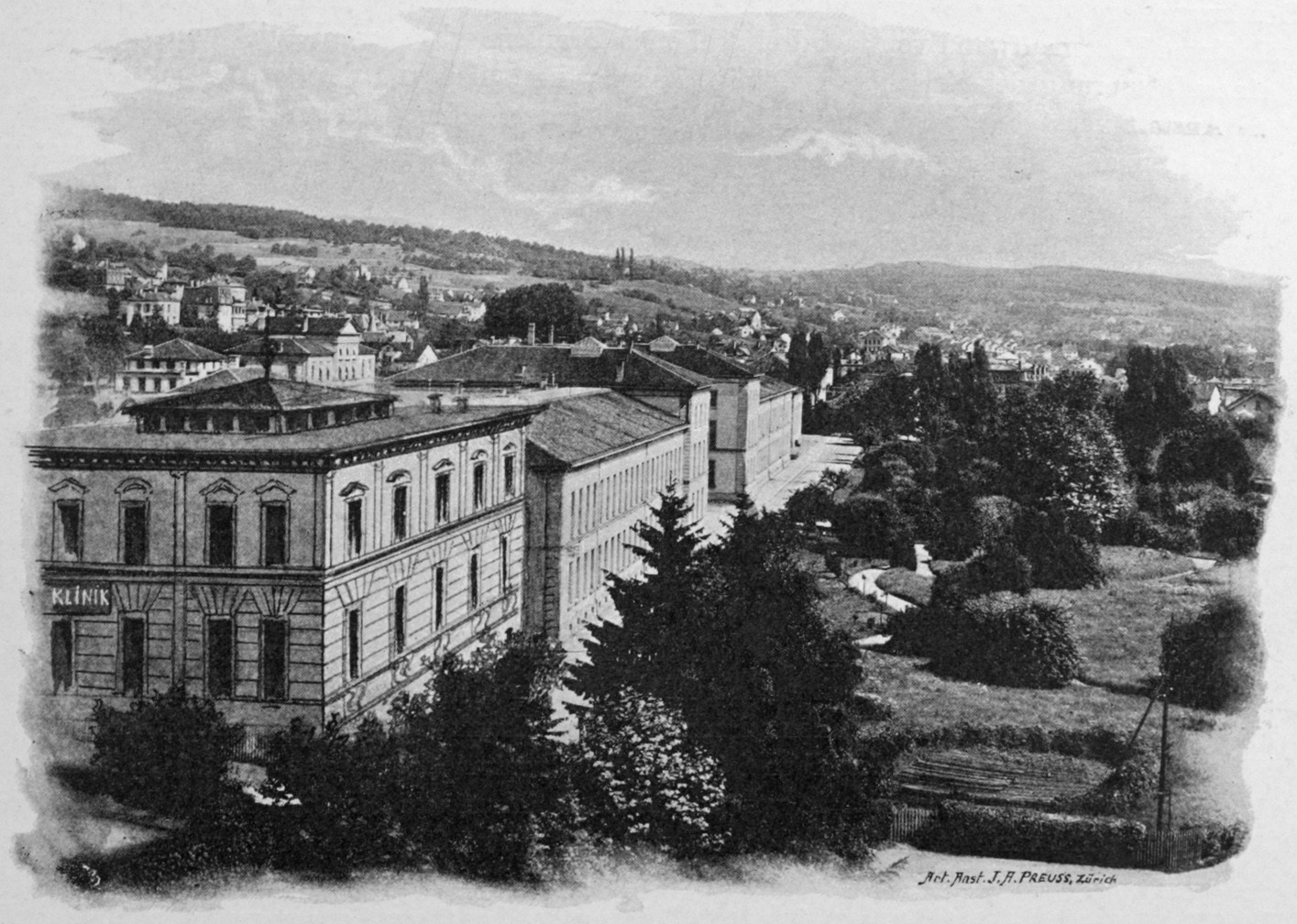
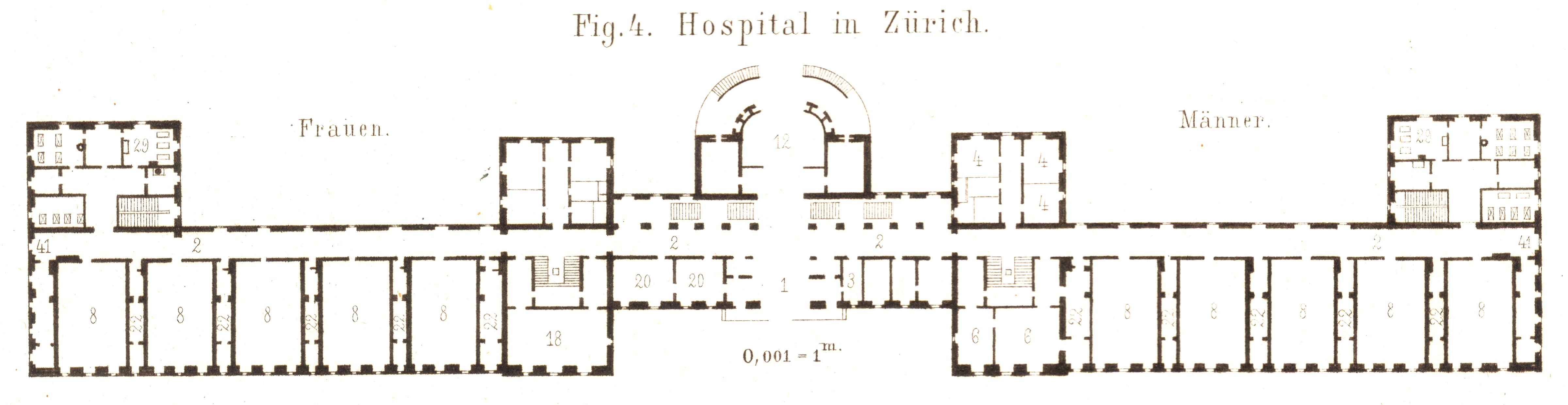